# Пшеча (остановочный пункт)
Пшеча (пол. Przecza) — остановочный пункт в селе Пшеча в гмине Левин-Бжеский, в Опольском воеводстве Польши. Имеет 2 платформы и 2 пути.
Остановочный пункт на железнодорожной линии Бытом — Ополе — Бжег — Вроцлав построен в 1843 году, когда село Пшеча (нем. Arnsdorf, Арнсдорф) было в составе Королевства Пруссия.
Названия пункта изменились: Чепельвиц (нем. Czepellwitz) с 1843 года, Арнсдорф в Верхней Силезии (нем. Arnsdorf (Oberschlesien)), с 1881 года, Пшыча (пол. Przycza) с 1945 года, нынешнее название с 1947 года.